# Assimilation (biologi)
Assimilation är den fysiologiska process hos en organism genom vilken upptagna näringsämnen ombildas till ämnen som kan användas för att bygga upp organismens vävnader.
Ett exempel på assimilation är den process som i växter, alger och fotoautotrofa bakterier omvandlar vatten och koldioxid till kemisk energi i form av socker med hjälp av solenergi (se fotosyntes).